# Colom gavatxut morriller alacantí

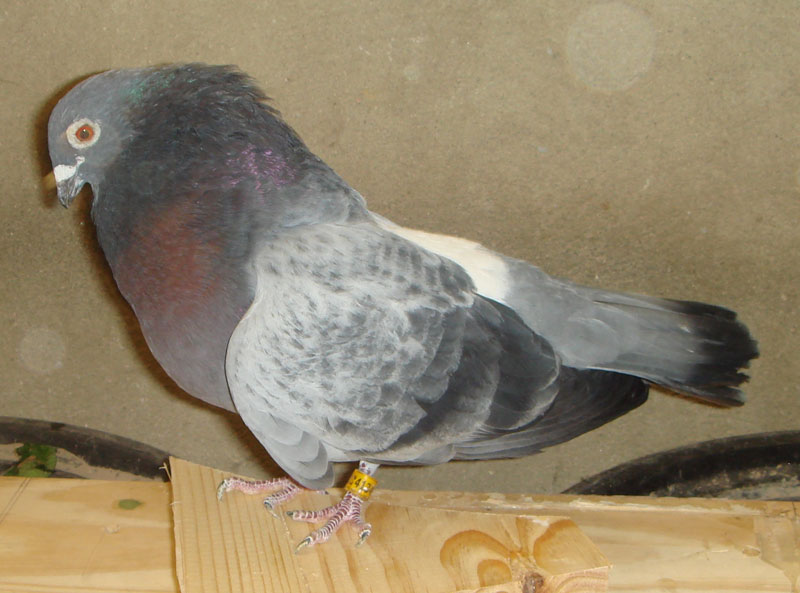
Colom gavatxut morriller alacantí.

El Gavatxut Morriler Alacantí prové de l'antic Gavatxut valencià i del fallit murcià, la descendència va ser creuada amb coloms de vol que a la zona eren molt freqüents, aquesta raça es va conèixer com a tal a principis del segle xx. El nom li ve per la forma del coll arquejat, per la figura que posa en el zel, es denomina (morrillo), pap poc prominent i amb les plomes de la part posterior engrifades. Aturat les ales se situen per sota de la cua i els colzes sobresurten del pit. En vol el morriller alacantí mou les ales com si fossin rems, amb la cua en forma de teula (moruna) i el cavalló engrifat.